# Relações entre China e Taiwan

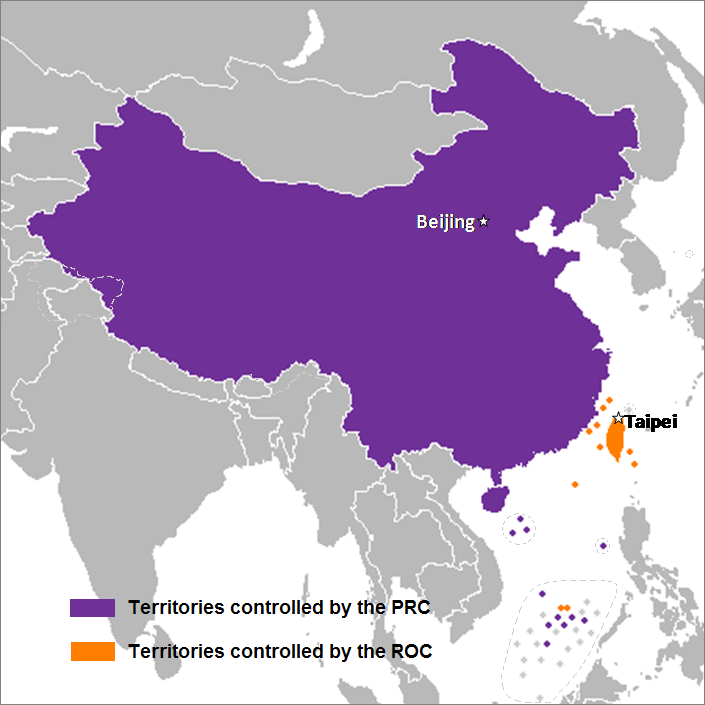
Territórios atualmente administrados pelos dois governos que formalmente usam o nome China

As relações entre China e Taiwan referem-se às relações bilaterais entre a China continental e Taiwan, que são separadas pelo Estreito de Taiwan a oeste do Oceano Pacífico, e, especialmente, as relações entre os seus respectivos governos, a República Popular da China (RPC) e a República da China (ROC).
Ambos, enquanto na prática mantém uma frágil relação "status quo", periodicamente permanecem impacientes com a "colcha de retalhos" diplomática que manteve a ilha separada do continente comunista desde 1949. Após perderem a guerra civil para os comunistas chineses e fugirem para Taiwan, em 1949, os líderes nacionalistas do Kuomintang (KMT) da República da China, consideraram o governo comunista chinês como ilegítimo, alegando o território continental como legitimamente seu. Pequim, por sua vez, considera Taiwan como uma província rebelde, e tentou várias vezes convencer a ilha a negociar um retorno ao diálogo. O KMT retornou ao poder em 2008, após ter permanecido na oposição por oito anos. Durante este tempo, o presidente Chen Shui-bian havia se envolvido em políticas que em muito se afastavam do KMT, estimulando esforços para buscar a soberania de Taiwan. O atual presidente, Ma Ying-jeou, adotou uma abordagem decididamente mais conciliadora; logo após tomar posse, ele declarou uma "trégua diplomática" com a China. Desde então, as relações de Taiwan com o continente têm melhorado.